# Erythromma humerale
Erythromma humerale är en trollsländeart som beskrevs av Selys 1887. Erythromma humerale ingår i släktet Erythromma och familjen dammflicksländor. Inga underarter finns listade i Catalogue of Life.